# Baconia aeneomicans
Baconia aeneomicans är en skalbaggsart som först beskrevs av Horn 1873.  Baconia aeneomicans ingår i släktet Baconia och familjen stumpbaggar. Inga underarter finns listade i Catalogue of Life.